# 고형동
고형동은 대한민국의 영화감독, 영화 제작자이다.

## 작품 목록

### 영화
- 2013년 《9월이 지나면》(각본, 연출, 제작, 편집)
- 2015년 《BOYHOOD》(각본, 연출)

## 학력
- 한국예술종합학교 영상원 영화과 졸업

## 수상
- 2013년 7월 제12회 미쟝센단편영화제 I❤️SHORTS! 관객상[1]
- 2013년 9월 제9회 제주영화제 최우수 작품상[2]
- 2013년 11월 제11회 아시아나국제단편영화제 국내경쟁 심사위원특별상[3]